# Polymixia
Polymixia és un gènere de peixos teleostis de l'ordre dels polimixiformes, que es caracteritzen per tenir un parells de bigotis llargs. Actualment es troben classificats dins els seu propi ordre, el dels polimixiformes, encara que com va dir Nelson, "pocs grups d'han reclassificat tan sovint com aquest". Anteriorment a l'actual classificació havia estat dins dels bericiformes. La seva importancia econòmica és escassa. La majoria són peixos de mida relativament petita, encara que poden arribar als 40 centímetres de longitud.

## Distribució i hàbitat
Viuen en aigües tropicals i subtropicals de l'oceà Atlàntic, l'oceà Índic i l'oest de l'Oceà Pacific. Són peixos que viuen al fons marí, en fondaries de fins a 800 metres.

## Classificació
- Gènere Polymixia Lowe 1836
  - P. berndti Gilbert 1905
  - P. busakhini Kotlyar 1993
  - P. fusca Kotthaus 1970
  - P. japonica Günther 1877
  - P. longispina Deng, Xiong & Zhan 1983
  - P. lowei Günther 1859
  - P. nobilis Lowe 1838
  - P. polita † Schwarzhans 2012
  - P. salagomeziensis Kotlyar 1991
  - P. sazonovi Kotlyar 1992
  - P. yuri Kotlyar 1982

## Evolució
EL següent gràfic mostra l'evolució del gènere al llarg del temps en relació amb altres gèneres de polimixiformes.